# Lámparas de Dendera
Las lámparas de Dendera es el nombre que reciben, en medios pseudocientíficos, varios relieves de piedra (solos o en doble representación) esculpidos en los muros del templo de Hathor de Dendera, en Egipto, iniciado por Nectanebo I (siglo IV a. C.) y terminado en época romana. 

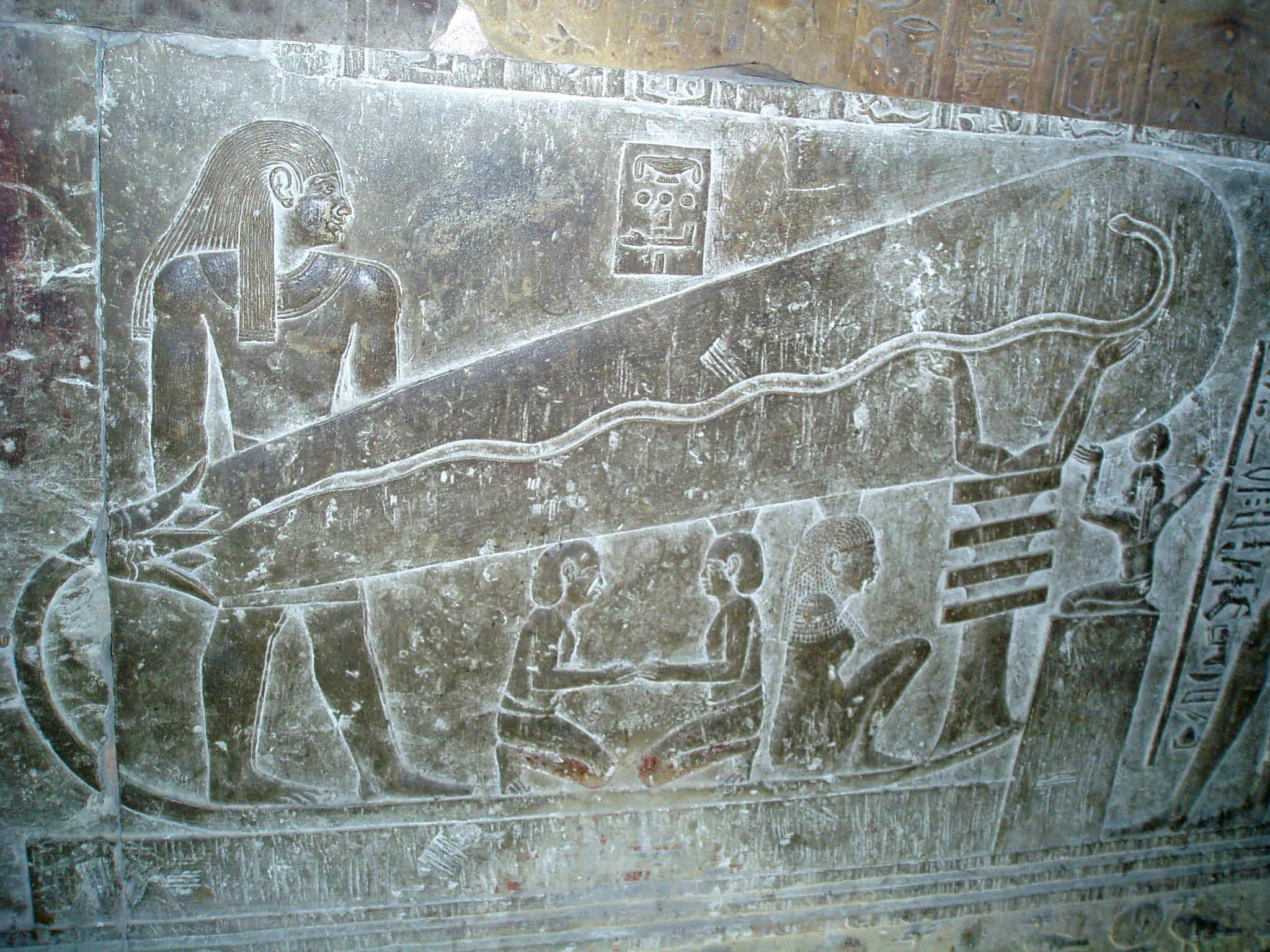
Relieve de Harsomtus «Horus unificador de las Dos Tierras», sosteniendo una de las «lámparas», grabadas en el muro de una de las criptas. Es utilizado como ejemplo de pareidolia.

## Explicación científica
Los bajorrelieves son interpretados por los egiptólogos como una serpiente surgiendo de una flor de loto, un símbolo de carácter mitológico:

Los espléndidos y enigmáticos relieves de la cripta son cosmogónicos y muestran una serpiente (símbolo del principio dualista subyacente en toda la creación, como en el Génesis la separación del cielo y la tierra) nacida de una flor de loto, símbolo de la creación como una manifestación de la conciencia. John Anthony West. (Egiptólogo aficionado, 1996).

Harsomtus es la denominación que dieron los griegos al dios egipcio Hor-sema-tauy, «Horus unificador de las Dos Tierras», que adopta diversas formas en las representaciones, y una de ellas es la de serpiente emergiendo de un loto. Dichos lotos cerrados de los que nace Harsumtus, bajo interpretaciones totalmente desconocedoras de la mitología egipcia, son las supuestas bombillas.

## Interpretaciones no científicas

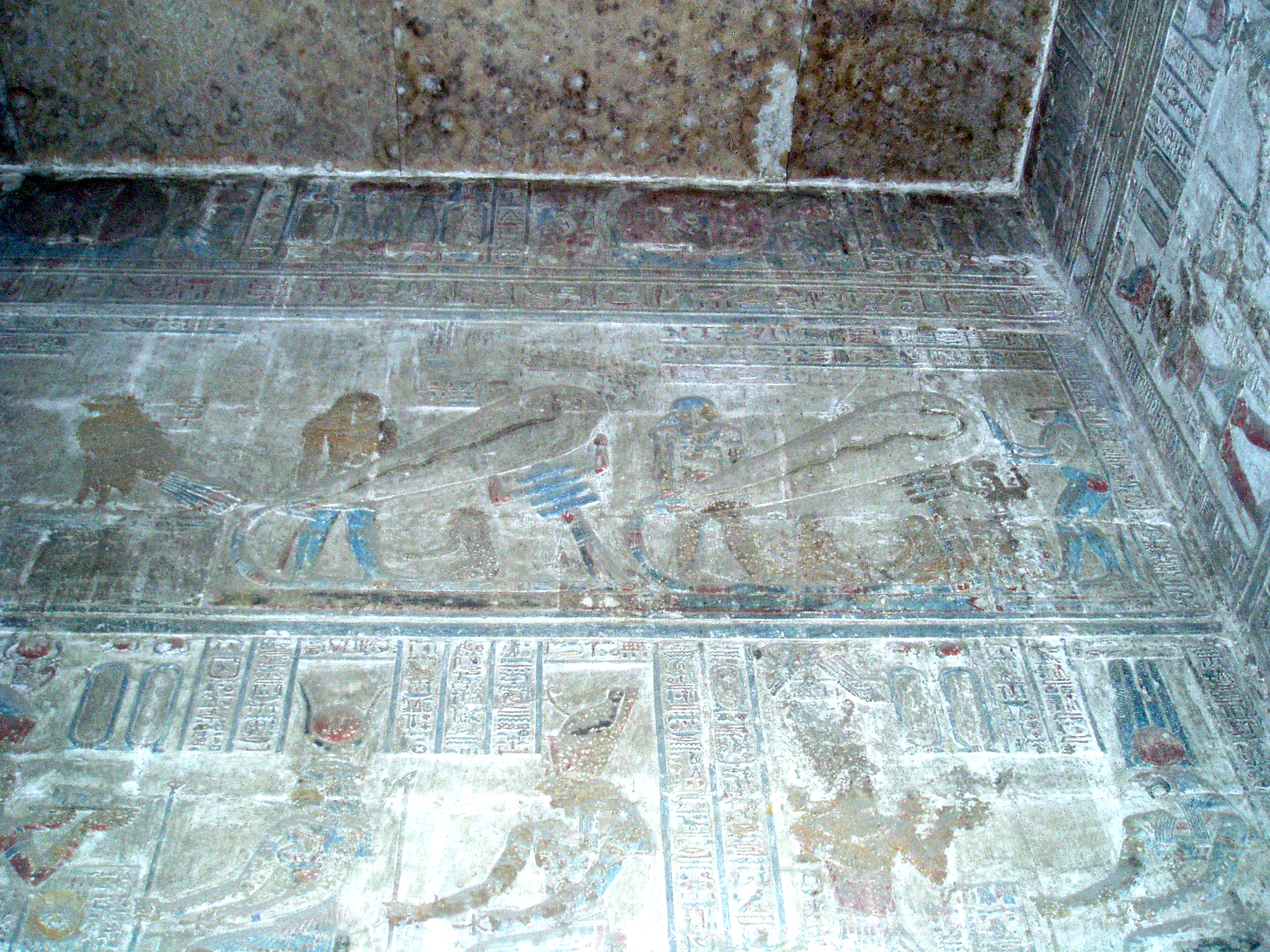
Representación en la planta baja.

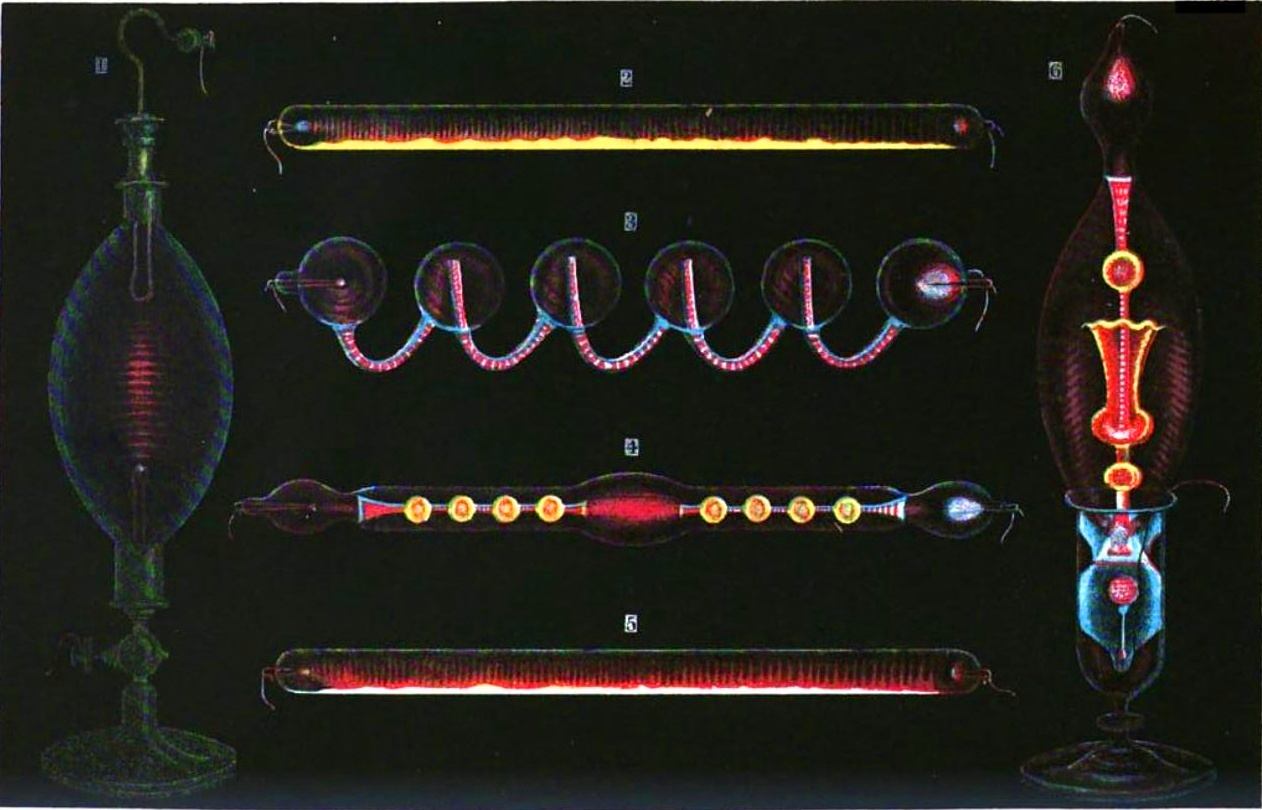
Ilustración de unos tubos de Geissler de un libro de física francés de 1869.

En contraste con la interpretación científica, algunos investigadores plantean la hipótesis de que los relieves representan el uso de la tecnología eléctrica en el Antiguo Egipto, comparando los objetos centrales de los relieves con otros dispositivos similares más modernos (como los tubos de Geissler, tubos de Crookes, y lámparas de arco eléctrico). Esta hipótesis parece obvia para el ufólogo Erich Von Däniken, más aún al encontrarse en una cripta secreta. Däniken ignora u omite que también existen representaciones similares en la planta baja y en otras zonas del templo.
Peter Krassa y Reinhard Habeck han ideado una teoría básica de la operación del dispositivo como lámpara eléctrica, aunque sus conclusiones no han sido aceptadas por la egiptología.
En la época en que se grabaron varias de tales supuestas "lámparas", ya existía la Biblioteca de Alejandría, donde muy probablemente acudirían los mejores pensadores del mundo helénico (Arquímedes, por ejemplo), pero ningún autor de aquellos tiempos -de acuerdo a los escritos que íntegra o parcialmente han llegado hasta nuestros días- dejó constancia de la existencia de lámparas egipcias que funcionaran con alguna forma de energía similar a la eléctrica.

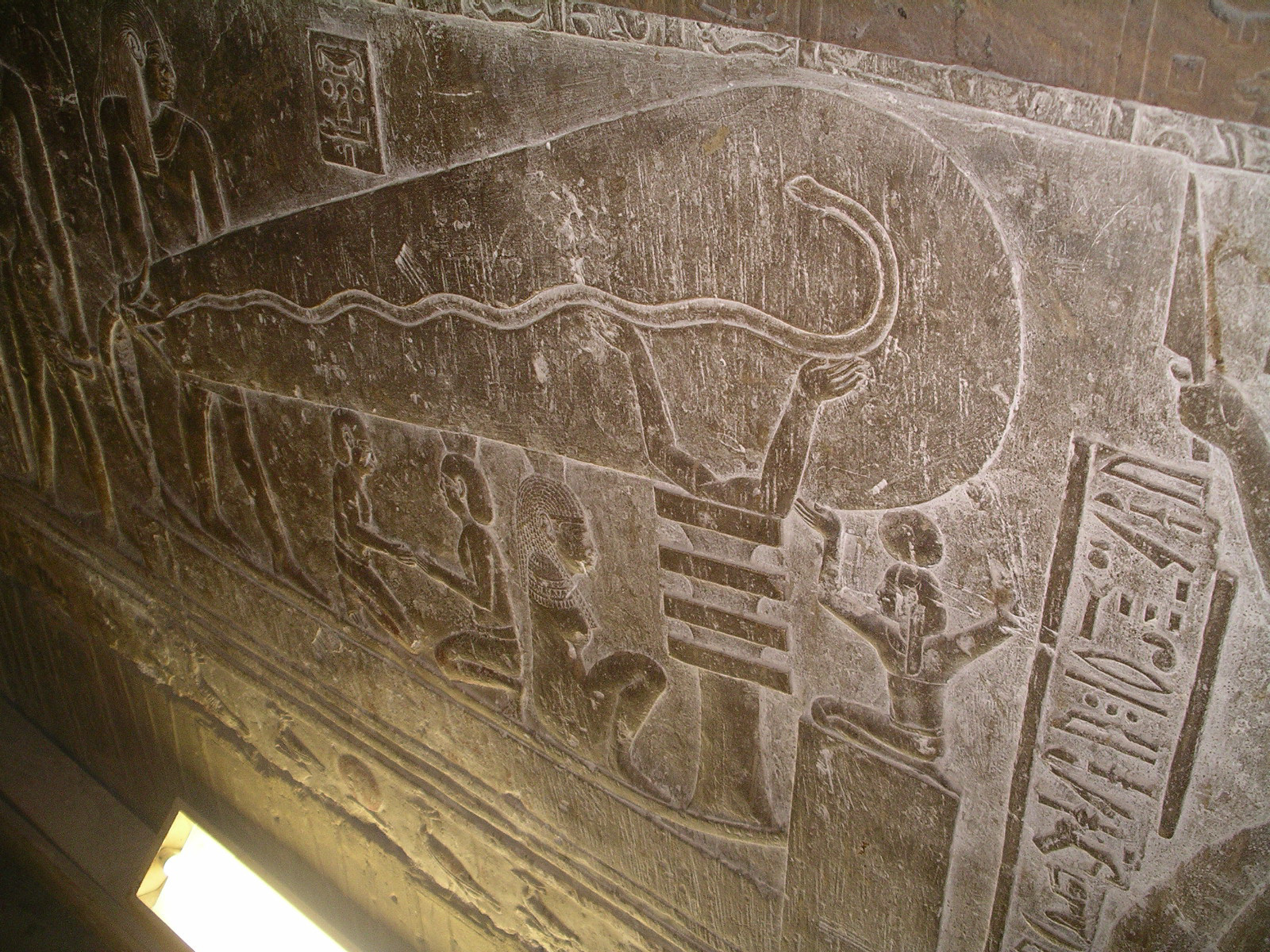
Representación del relieve izquierdo.
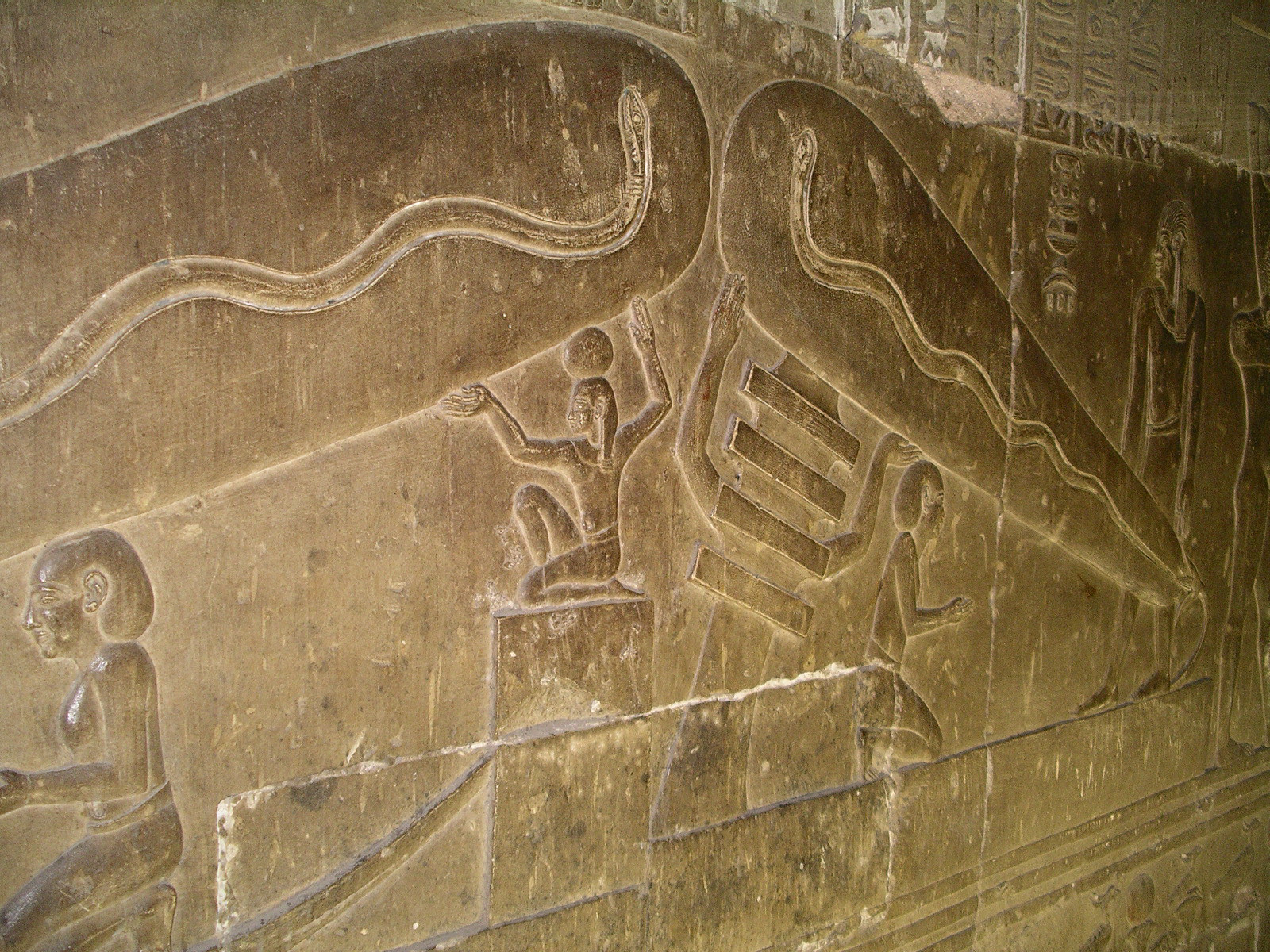
Representación doble en el muro derecho.
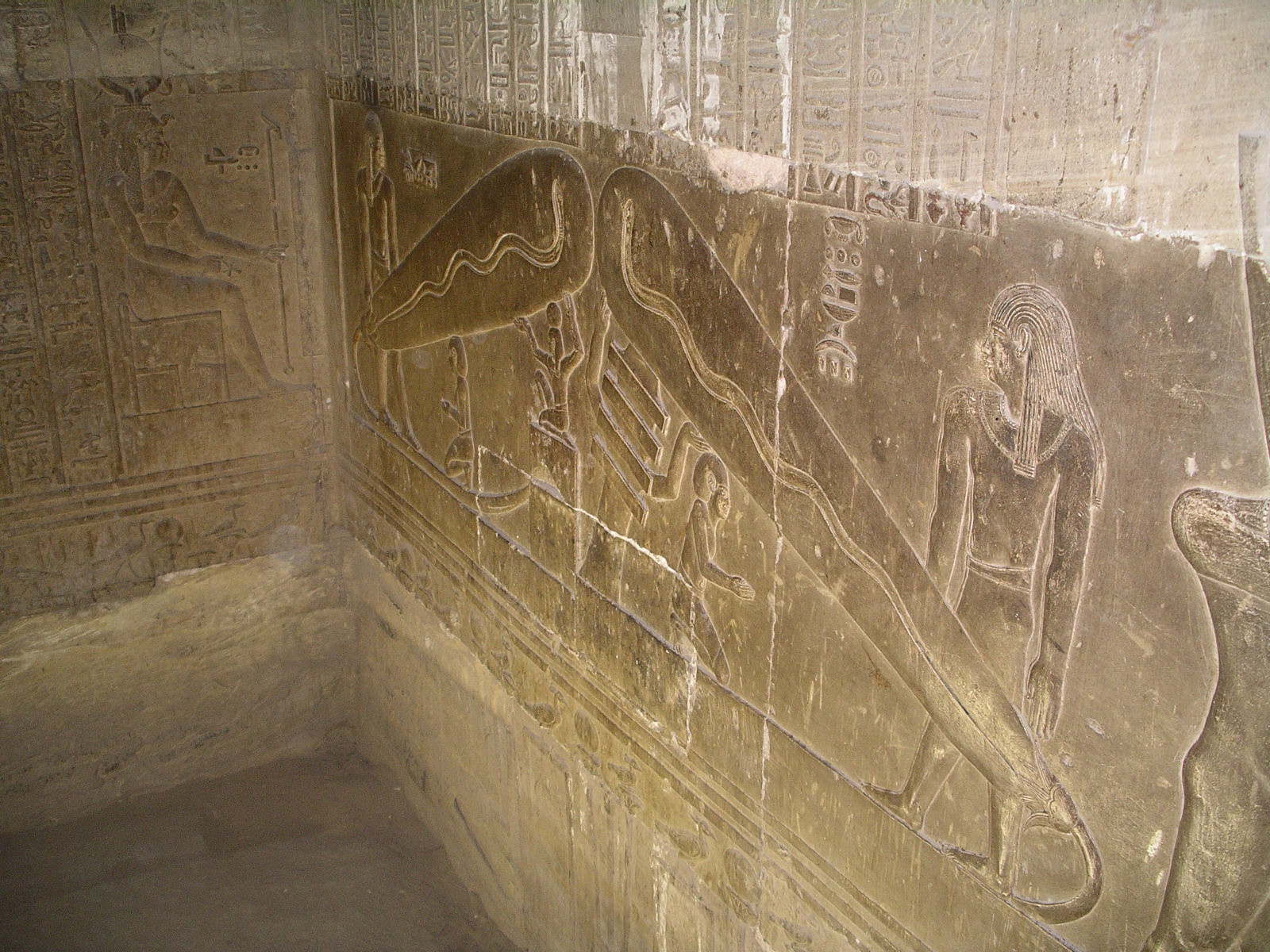
Representación doble en el muro derecho.